# Kultura diuktajska
kultura diuktajska – nazwa niniejszej jednostki kulturowej związana jest z eponimicznym stanowiskiem Diuktaj. Zespół zjawisk kulturowych utożsamianych z omawianą kulturą obejmował swym zasięgiem obszary północno-wschodniej części Syberii z centrum w dolinie Ałdanu. Rozwój tej jednostki kulturowej wyznaczają daty od ok. 14 do ok. 12 tys. lat temu. Inwentarz kamienny w owej kulturze reprezentowany jest przez narzędzia bifacjalne tj. ostrza liściowate oraz asymetryczne noże-zgrzebła oraz odłupkowych zgrzebeł, drapaczy, tylców a także mikrolityczne wiórki.